# Grande Prêmio da Itália de 1974
Resultados do Grande Prêmio da Itália de Fórmula 1 realizado em Monza em 8 de setembro de 1974. Décima terceira etapa da temporada, nele o sueco Ronnie Peterson, da Lotus-Ford, repetiu a vitória obtida no ano anterior.

## Classificação da prova
| Pos. | Nº | Piloto               | Construtor        | Voltas | Tempo/Diferença | Grid | Pontos |
| ---- | -- | -------------------- | ----------------- | ------ | --------------- | ---- | ------ |
| 1    | 1  | Ronnie Peterson      | Lotus-Ford        | 52     | 1:22:56.6       | 7    | 9      |
| 2    | 5  | Emerson Fittipaldi   | McLaren-Ford      | 52     | + 0.8           | 6    | 6      |
| 3    | 3  | Jody Scheckter       | Tyrrell-Ford      | 52     | + 24.7          | 12   | 4      |
| 4    | 20 | Arturo Merzario      | Iso-Marlboro-Ford | 52     | + 1:27.7        | 15   | 3      |
| 5    | 8  | José Carlos Pace     | Brabham-Ford      | 51     | + 1 volta       | 3    | 2      |
| 6    | 6  | Denny Hulme          | McLaren-Ford      | 51     | + 1 volta       | 19   | 1      |
| 7    | 28 | John Watson          | Brabham-Ford      | 51     | + 1 volta       | 4    |        |
| 8    | 26 | Graham Hill          | Lola-Ford         | 51     | + 1 volta       | 21   |        |
| 9    | 33 | David Hobbs          | McLaren-Ford      | 51     | + 1 volta       | 23   |        |
| 10   | 16 | Tom Pryce            | Shadow-Ford       | 50     | + 2 voltas      | 22   |        |
| 11   | 4  | Patrick Depailler    | Tyrrell-Ford      | 50     | + 2 voltas      | 10   |        |
| Ret  | 11 | Clay Regazzoni       | Ferrari           | 40     | Motor           | 5    |        |
| Ret  | 12 | Niki Lauda           | Ferrari           | 32     | Motor           | 1    |        |
| Ret  | 2  | Jacky Ickx           | Lotus-Ford        | 30     | Acelerador      | 16   |        |
| Ret  | 27 | Rolf Stommelen       | Lola-Ford         | 25     | Suspensão       | 14   |        |
| Ret  | 21 | Jacques Laffite      | Iso-Marlboro-Ford | 22     | Motor           | 17   |        |
| Ret  | 17 | Jean-Pierre Jarier   | Shadow-Ford       | 19     | Motor           | 9    |        |
| Ret  | 10 | Vittorio Brambilla   | March-Ford        | 16     | Acidente        | 13   |        |
| Ret  | 29 | Tim Schenken         | Trojan-Ford       | 15     | Câmbio          | 20   |        |
| Ret  | 7  | Carlos Reutemann     | Brabham-Ford      | 12     | Câmbio          | 2    |        |
| Ret  | 9  | Hans-Joachim Stuck   | March-Ford        | 11     | Chassis         | 18   |        |
| Ret  | 15 | Henri Pescarolo      | BRM               | 3      | Motor           | 25   |        |
| Ret  | 24 | James Hunt           | Hesketh-Ford      | 2      | Motor           | 8    |        |
| Ret  | 37 | François Migault     | BRM               | 1      | Câmbio          | 24   |        |
| Ret  | 14 | Jean-Pierre Beltoise | BRM               | 0      | Pane elétrica   | 11   |        |
| DNQ  | 19 | José Dolhem          | Surtees-Ford      |        |                 |      |        |
| DNQ  | 31 | Carlo Facetti        | Brabham-Ford      |        |                 |      |        |
| DNQ  | 18 | Derek Bell           | Surtees-Ford      |        |                 |      |        |
| DNQ  | 25 | Mike Wilds           | Ensign-Ford       |        |                 |      |        |
| DNQ  | 30 | Chris Amon           | Amon-Ford         |        |                 |      |        |
| DNQ  | 23 | Leo Kinnunen         | Surtees-Ford      |        |                 |      |        |

## Tabela do campeonato após a corrida
| Pos. | Piloto             | Pontos |
| ---- | ------------------ | ------ |
| 1    | Clay Regazzoni     | 46     |
| 2    | Jody Scheckter     | 45     |
| 3    | Emerson Fittipaldi | 43     |
| 4    | Niki Lauda         | 38     |
| 5    | Ronnie Peterson    | 31     |

| Pos. | Construtor   | Pontos  |
| ---- | ------------ | ------- |
| 1    | McLaren-Ford | 61 (63) |
| 2    | Ferrari      | 59      |
| 3    | Tyrrell-Ford | 49      |
| 4    | Lotus-Ford   | 38      |
| 5    | Brabham-Ford | 26      |

- Nota: Somente as primeiras cinco posições estão listadas. Em 1974 os pilotos computariam sete resultados nas oito primeiras corridas do ano e seis nas últimas sete. Neste ponto esclarecemos: na tabela dos construtores figurava somente o melhor colocado dentre os carros do mesmo time.